# Aimé Favre
Pour les articles homonymes, voir Favre.
Aimé Favre, né le 14 novembre 1722 à Songieu et mort le 4 mars 1810 à Hotonnes, était un prêtre et curé rouge connu pour avoir été député du clergé aux États Généraux en 1789.

## Biographie
Né le 14 novembre 1722 au Château de Réoux à Songieu, il devient curé d'Hotonnes en 1751. 
Dans sa réponse à l'enquête de l'intendant Amelot en 1786, il déplore la misère de ses paroissiens et la condition des femmes. 
Il est élu le 23 mars 1789, député du clergé aux États généraux en représentation du bailliage du Bugey et du Valromey.
Le 19 juin 1789, il rejoint les 149 prêtres qui ont rallié la cause des députés du Tiers état. Il prête serment à la constitution civile du clergé.